# تاي غارنيت
تاي غارنيت (بالإنجليزية: Tay Garnett)‏ (و. 1894 – 1977 م) هو مخرج أفلام، وكاتب سيناريو أمريكي، ولد في لوس أنجلوس، توفي في كاليفورنيا، عن عمر يناهز 83 عاماً، بسبب ابيضاض الدم. قدم حوالي 50 فيلمًا في مختلف الأنواع خلال مسيرته المهنية التي استمرت لـ 55 عامًا، وكان فيلمي ”ساعي البريد يرن دومًا مرتين“ و”بحار الصين“ من أكثر الأفلام نجاحًا تجاريًا. 

## وصلات خارجية
- تاي غارنيت على موقع IMDb (الإنجليزية)
- تاي غارنيت على موقع الموسوعة البريطانية (الإنجليزية)
- تاي غارنيت على موقع ألو سيني (الفرنسية)
- تاي غارنيت على موقع تيرنر كلاسيك موفيز (الإنجليزية)
- تاي غارنيت على موقع أول موفي (الإنجليزية)
- تاي غارنيت على موقع قاعدة بيانات الأفلام السويدية (السويدية)
- تاي غارنيت على موقع إن إن دي بي (الإنجليزية)
- تاي غارنيت على موقع قاعدة بيانات الفيلم (الإنجليزية)
- تاي غارنيت على موقع كينوبويسك (الروسية)